# Goli i mrtvi
Goli i mrtvi (engl.: The Naked and the Dead) roman je američkog književnika Normana Mailera objavljen 1948. godine. Roman govori o vojnicima tijekom Drugog svjetskog rata i borbi na Pacifiku a radnja se odigrava na fiktivnom otoku Anopopei. Mailerova osobna iskustva tijekom Drugog svjetskog rata bila su osnova za knjigu.

## Radnja
Roman opisuje nekoliko vojnika pripadnika jednog voda pri pukovniji. Svi su ražličitih pozadina i karaktera, ali svi dolaze iz radničke klase i niže srednje klase. Nekoliko vojnika su otvrdli ratni veterani iz prijašnjih borbi, nekoliko njih su rezervisti koji se pokušavaju pronaći u svojim prvim dodirima s ratom. Njihov život običnih vojnika i njihovih zapovjesti opisan je detaljno: Ratni zadaci i strah se smjenjuju s dosadnim i napornim službama, čišćenjem oružja i stražarenjem. Često su morki, promrzli i gladni i puni nezadovoljstva. 
Ratna svokodnevnica na ravnopravnoj razini stoji u kontrastu sa složenim odnosom između pro-fašitičkog generala Cummingsa i njegovog pomoćnika, poručnika Hearna. Taj odnos će s vremenom prerasti u sukob. Polako se priče susreću kada Cummings dodijeli Hearnu komandu nad vodom na skoro nemogućem zadatku iza neprijateljskih linija; odluka koja je jako pogodila vodnika Crofta koji je dugo vremena bio zapovjednik voda i neosporan vođa. Tijekom ove akcije nekoliko vojnika će riskirati život za nešto što neće imati ni malo značenja za američku borbu protiv sve više oslabljenih japanskih snaga na otoku. 
Roman se sastoji od detaljnih opisa osoba i opisuje i zajedništvo i borbe među njima među ljudima koji moraju živjeti vrlo blizu jedni drugih u ekstremno stresnoj situaciji.